# Елегійний дистих
Елегійний дистих або елегійний двовірш (грец. ἐλεγεία: журлива пісня і грец. δίστιχον: двовірш) — строфа, сформована на основі речитативної лірики, поширена в античній поезії від VIII–VII ст. до н. е. Елегійним двовіршем писали греки: Каллін, Архілох, Тіртей, Солон, Теогнід; римляни: Овідій, Катулл, Тібулл, Проперцій та інші.

## Будова елегійного двовірша
Складається з двовірша, гекзаметра з висхідною мелодикою у першому версі та пентаметра з низхідною мелодикою у другому, який повторює першу частину гекзаметра до цезури. 
Метрична схема елегійного дистиха, де «—» позначає довгий склад, «u» — короткий склад, «U» — один довгий склад або два короткі склади:
— U | — U | — U | — U | — u u | — —
— U | — U | — || — u u | — u u | —
Приклад:
Тут, подорожній, могила не Креза, а вбогого; бачиш,
Хоч вона дуже мала, досить для мене її.
(«Епітафія бідняка» Сімоніда Кеоського. Переклад О. Білецького)

## В українській літературі
В українській літературі елегійних дистих набув поширення в епоху бароко. Його описав Феофан Прокопович у трактаті «Про поетичне мистецтво». Елегійні дистихи використовували у латинському віршуванні Стефан Яворський, Григорій Сковорода. Пізніше елегійні двовірші зустрічаються в творчості Володимира Самійленка (цикл «Елегії»), Івана Франка («Майові елегії»).